# Des histoires... des chansons... avec le Capitaine Bonhomme
Albums de Capitaine Bonhomme
Le Capitaine Bonhomme
(1971)
Singles
1. Le capitaine Bonhomme (thème) / Freddie Washington
Sortie : 1965

Des histoires... des chansons... avec le Capitaine Bonhomme est un album de contes et de chansons du Capitaine Bonhomme, commercialisé en 1965.
Il s'agit du tout premier album du Capitaine Bonhomme, un personnage emblématique de la populaire série télévisée québécoise pour enfants Le Zoo du Capitaine Bonhomme, interprété par Michel Noël.
Cet album a été réédité sous l'étiquette Pierrot, probablement en 1965 également.
Il est à noter que le simple intitulé « Les pirates du Yang-Tsé - Dans les griffes du gorille » (1964) n'a été inclus dans aucun album.

## Titres
| 1. | Capitaine Bonhomme   | Michel Noël, Gilbert Lacombe | 1:50  |
| 2. | Monsieur pourquoi    | Michel Noël, Gilbert Lacombe | 1:25  |
| 3. | Histoire des Indiens | Michel Noël                  | 13:25 |
| 4. | Freddie Washington   | Michel Noël, Gilbert Lacombe | 2:14  |

| 5. | Petit renard       | Michel Noël, Gilbert Lacombe | 3:00  |
| 6. | Mon ami Télesphore | Michel Noël                  | 15:30 |
| 7. | Ma forêt enchantée | Michel Noël, Gilbert Lacombe | 3:04  |